# Tour Argentino 1987-1988
Es la tercera gira que realizó la banda de rock argentino Patricio Rey y sus Redonditos de Ricota. Comenzó el 15 de mayo de 1987 y terminó el 22 de abril de 1988. No fue la presentación de ningún disco, sino que fue un recorrido por varias ciudades del país. Fue también la gira de estreno de algunas canciones que se incluirían luego en su tercer disco, que se encontraba en proceso de grabación. En esta gira se destaca la participación de Luca Prodan en el show del 23 de mayo de 1987. Se realizaron solo 24 shows, entre ellos los innumerables shows en Cemento. Tras esta gira, la banda lanzó a las bateas su tercer disco que se llama Un baión para el ojo idiota.

## Gira

### 1987
Comienzan el año con un show en Caras Más Caras el 15 de mayo donde debutó Walter Sidotti como nuevo baterista de la banda. El 23 de mayo, la banda regresa a Cemento. El mismo contó con Luca Prodan como invitado en Criminal mambo, fue el último show con Willy Crook como saxofonista estable. En el medio del tema Todo preso es político, hubo un corte de luz y realizaron una zapada.
El 20 de junio, la banda debuta en el Teatro Fénix de Flores. (en ese show debuta Sergio Dawi como saxofonista), la banda interpreta Aurora, en homenaje a nuestra bandera argentina, dicha canción fue escrita por el argentino Héctor Panizza. Los días 3 y 4 de julio regresaron otra vez a Palladium. El 17 de julio tocaron por primera vez en el Teatro Coliseo Podestá. La semana siguiente, el día 24 de julio debutaron en Mar del Plata en Piet Discotheque. El 7 y 8 de agosto regresaron otra vez al Teatro Bambalinas, donde ya habían tocado en numerosas ocasiones. El 22 de agosto tocaron en la discoteca Happy Days. El 19 de septiembre volvieron a Cemento. Días después tocaron en Casa Suiza. El 6 de noviembre tocaron en la Facultad de Arquitectura de General Belgrano. El 13 de noviembre tocaron en Saint Moritz. El 20 de noviembre tocaron en el Teatro de Arena. 8 días después volvieron a Cemento. El recital quedó plasmado en YouTube. Despiden el año el 12 de diciembre en la Asociación Española de Córdoba, el 17 de diciembre en el Teatro Costamagna (43 entre 7 y8) de La Plata y el 26 de diciembre en la misma discoteca, a 4 días de la muerte de Luca Prodan.

### 1988
Comienzan un nuevo año de carrera tocando el 7 y 11 de enero en Látex de Mar del Plata, el 5 de febrero en Massachussets de Villa Gesell y el 20 de febrero otra vez en Cemento. Tocaron con Los Pericos como acto de apertura. Un mes después dieron un concierto nuevo en Saint Moritz. Tuvo lugar el 19 de marzo. El 9 de abril volvieron otra vez a Cemento, y finalizaron la gira el 22 de abril debutando por primera vez en Airport Discotheque.

## Conciertos
| Fecha                    | Ciudad           | País      | Recinto                  |
| ------------------------ | ---------------- | --------- | ------------------------ |
| América del Sur          |                  |           |                          |
| 15 de mayo de 1987       | Buenos Aires     | Argentina | Caras Más Caras          |
| 23 de mayo de 1987       | Buenos Aires     | Argentina | Cemento                  |
| 20 de junio de 1987      | Flores           | Argentina | Teatro Fénix             |
| 3 de julio de 1987       | Buenos Aires     | Argentina | Palladium                |
| 4 de julio de 1987       | Buenos Aires     | Argentina | Palladium                |
| 17 de julio de 1987      | La Plata         | Argentina | Teatro Coliseo Podestá   |
| 24 de julio de 1987      | Mar del Plata    | Argentina | Piet Discotheque         |
| 7 de agosto de 1987      | Buenos Aires     | Argentina | Teatro Bambalinas        |
| 8 de agosto de 1987      | Buenos Aires     | Argentina | Teatro Bambalinas        |
| 22 de agosto de 1987     | Buenos Aires     | Argentina | Happy Days Discotheque   |
| 19 de septiembre de 1987 | Buenos Aires     | Argentina | Cemento                  |
| 17 de octubre de 1987    | Buenos Aires     | Argentina | Casa Suiza               |
| 6 de noviembre de 1987   | General Belgrano | Argentina | Facultad de Arquitectura |
| 13 de noviembre de 1987  | Martínez         | Argentina | Saint Moritz             |
| 20 de noviembre de 1987  | Buenos Aires     | Argentina | Teatro Arena             |
| 28 de noviembre de 1987  | Buenos Aires     | Argentina | Cemento                  |
| 12 de diciembre de 1987  | Córdoba          | Argentina | Asociación Española      |
| 17 de diciembre de 1987  | La Plata         | Argentina | Teatro Costa Magna       |
| 26 de diciembre de 1987  | Buenos Aires     | Argentina | Cemento                  |
| 7 de enero de 1988       | Mar del Plata    | Argentina | Látex Disco              |
| 11 de enero de 1988      | Mar del Plata    | Argentina | Látex Disco              |
| 5 de febrero de 1988     | Villa Gesell     | Argentina | Massachussets            |
| 20 de febrero de 1988    | Buenos Aires     | Argentina | Cemento                  |
| 19 de marzo de 1988      | Martínez         | Argentina | Saint Moritz             |
| 9 de abril de 1988       | Buenos Aires     | Argentina | Cemento                  |
| 22 de abril de 1988      | Buenos Aires     | Argentina | Airport Discotheque      |

## Formación durante la primera parte de la gira
- Indio Solari - Voz
- Skay Beilinson - Guitarra eléctrica
- Semilla Bucciarelli - Bajo
- Walter Sidotti - Batería
- Willy Crook - Saxo

## Formación durante la segunda parte de la gira
- Indio Solari - Voz
- Skay Beilinson - Guitarra eléctrica
- Semilla Bucciarelli - Bajo
- Walter Sidotti - Batería
- Sergio Dawi - Saxo